# Zarumilla

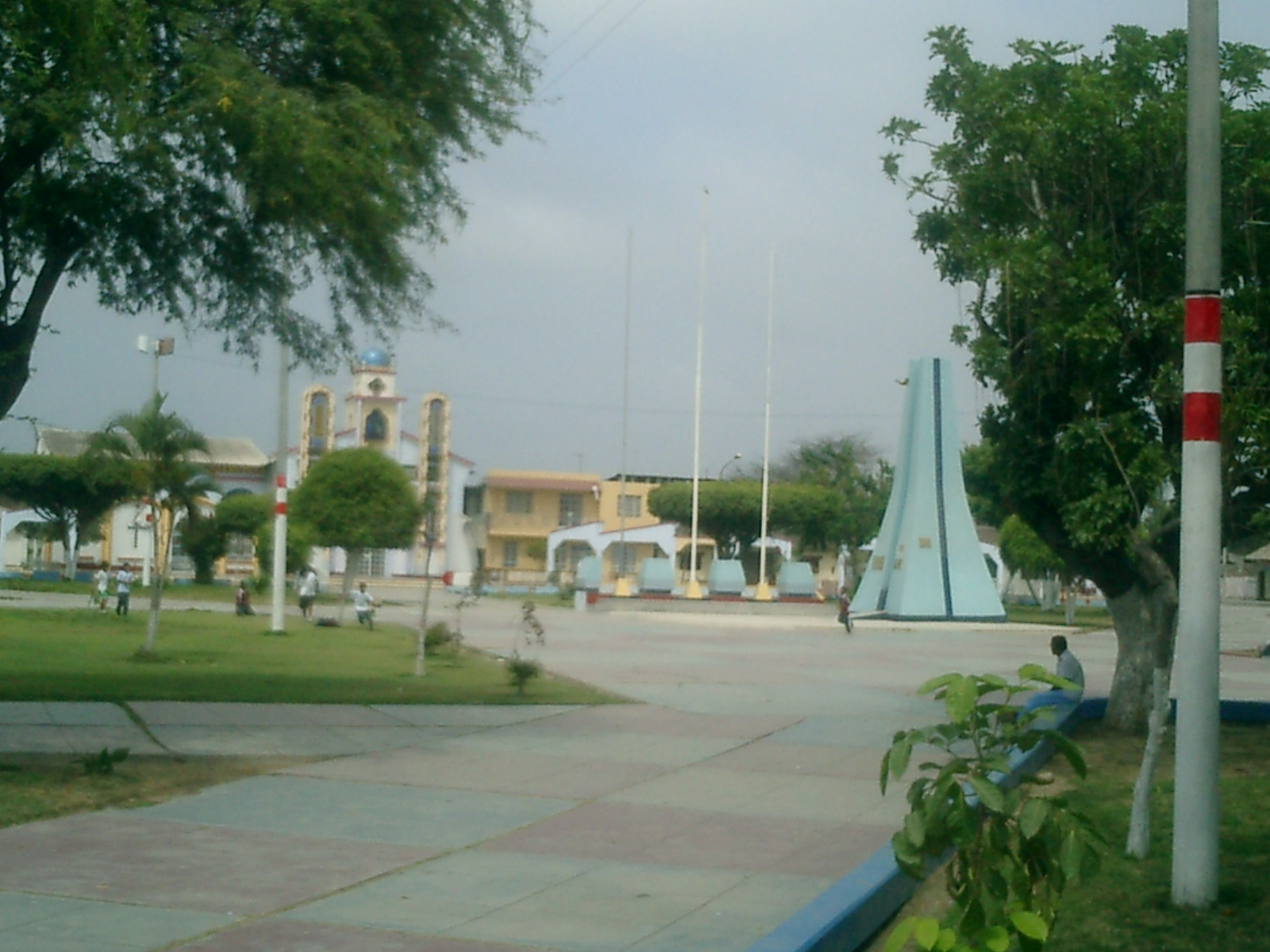
Plaza de Armas de Zarumilla

Le district péruvien de Zarumilla est l’un des 4 districts de la Province de Zarumilla, région de Tumbes. Il est limité au nord et à l’ouest par l’Océan Pacifique, au sud par le district de Papayal, à l’est par le district d’Aguas Verdes.
Ce district fut créé le 12 janvier 1871. Il a une superficie de 113,25 km² pour une population estimée de 16 971 habitants en 2002.
Zarumilla fut le théâtre d’une bataille entre le Pérou et l’Équateur le 24 juillet 1941.
La rivière éponyme marque la frontière avec l’Équateur, pays où elle prend sa source. Elle est canalisée en partie depuis 1947 et forme un delta avec la rivière Tumbes.